# Josep Maria Sentís i Simeón
Josep Maria Sentís i Simeón (Riudoms, 30 de desembre de 1896 - Cambrils, 31 de juliol de 1989) fou un militar i polític carlí i franquista català.
Va estudiar la carrera militar. Després del Desastre d'Annual el 1921 es presentà voluntari per anar a combatre al Marroc, on va estar dos anys i mig. Membre de la Comunió Tradicionalista, durant el bienni dretà (1933-35) va ser Comissari d'Ordre Públic a Tarragona i participà en els fets d'octubre de 1934. El 1936 va planejar el cop d'estat del 18 de juliol a Tarragona i participà en la Guerra Civil.
Acabada la guerra, el 1939 fou governador civil de la província de Guadalajara, on va fundar el periòdic Nueva Alcarria, òrgan local del partit oficial del règim, Falange Española Tradicionalista y de las JONS; i entre els anys 1940 i 1942 va ser governador civil de Palència. També va ser director general de presons entre 1942 i 1943. El 1964 fou nomenat conseller nacional de les Corts franquistes per designació del General Franco. Fou secretari general de la Comunió Tradicionalista durant uns quatre anys i va rebre dues medalles d'en Xavier de Borbó i Parma.
Va intervenir en la reconstrucció de diverses esglésies al Baix Camp i en la construcció d'unes escoles públiques a Riudoms, per la qual cosa una avinguda propera a aquestes escoles portava el seu nom. En una entrevista el 1986, cap al final de la seva vida, va declarar que "les guerres em semblen una barbaritat i sobretot les civils", afirmant que sempre s'havia sentit catalanista i que trobava simpàtics Jordi Pujol i Miquel Roca, l'avi del qual, Miquel Junyent, fou cap carlí de Catalunya i un íntim amic seu.
Va rebre la Creu del Mèrit Civil, la Creu de Sant Hermenegild, la medalla de Patiments per la Pàtria, la medalla del treball, la medalla al Mèrit Penitenciari i altres condecoracions. Va ser fill il·lustre de Riudoms fins al 2018 i és fill adoptiu de Guadalajara.